# Maoridrilus montanus
Maoridrilus montanus är en ringmaskart som beskrevs av Lee 1959. Maoridrilus montanus ingår i släktet Maoridrilus och familjen Acanthodrilidae. Inga underarter finns listade i Catalogue of Life.